# Tragopan
Els tragopans (Tragopan) són els membres d'un gènere d'ocells de la família dels fasiànids (Phasianidae). Són faisans amb cua curta, que tenen com a caràcter més distintiu unes excrescències carnoses al cap, a manera de banyes, que poden posar erectes durant la parada de festeig. Fan el niu als arbres, hàbit únic entre els membres de la família.

## Hàbitat i distribució
Habiten boscos i selves humides de muntanya, a 1000 – 4000 metres d'altitud, en una àrea que va des de l'Himàlaia fins a les muntanyes del nord de Myanmar i Xina central i meridional.

## Reproducció
Els tragopans viuen en parelles. Són molt tímids, i difícils de descobrir al seu hàbitat. Freqüentment estan sobre les branques dels arbres, on a més de criar, cerquen l'aliment. La femella s'encarrega de la construcció del niu, amb branquetes i fulles. De tant en tant utilitzen nius abandonats de corbs o rapinyaires. La gallina pon 3-6 ous de color marró clapat. Als 28 dies de covada naixen uns pollets amb ales relativament desenvolupades.

## Alimentació
Són principalment vegetarians, prenent brots i fulles, però també petites quantitats de baies, llavors i insectes.

## Llistat d'espècies

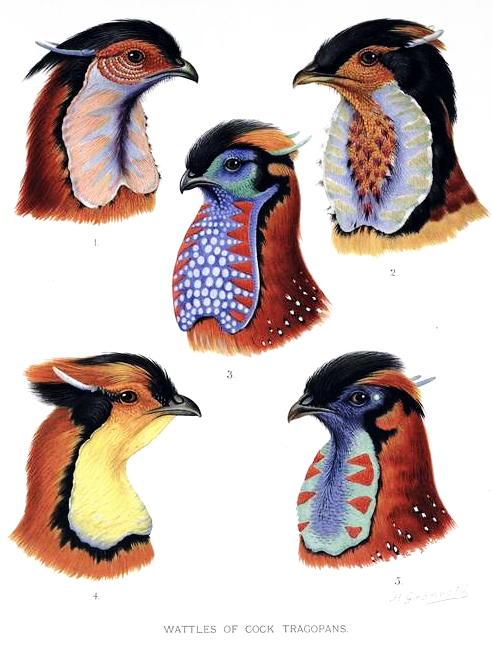
1 T.melanocephalus, 2 T.caboti,
3 T.temminckii, 4 T.blythii, 5 T.satyra

Se n'han descrit 5 espècies dins aquest gènere:
- Tragopan de Blyth (Tragopan blythii).
- Tragopan de Cabot (Tragopan caboti).
- Tragopan de Temminck (Tragopan temminckii)
- Tragopan occidental (Tragopan melanocephalus).
- Tragopan sàtir (Tragopan satyra).